# Dan Găureanu
Dan Găureanu (nome completo Victor Dan Găureanu) (Nicolae Bălcescu, 15 novembre 1967 – Craiova, 20 maggio 2017) è stato uno schermidore rumeno, specializzato nella sciabola. Ha vinto due medaglie di bronzo ai Campionati mondiali di scherma.

## Palmarès
In carriera ha conseguito i seguenti risultati:
- Mondiali

Atene 1994: bronzo nella sciabola a squadre.
Nimes 2001: bronzo nella sciabola a squadre.
- Europei

Bolzano 1999: argento nella sciabola a squadre e bronzo individuale.